# Chassanbi Urusbijewitsch Taow
Chassanbi Urusbijewitsch Taow (russisch Хасанби Урусбиевич Таов; * 5. November 1977 in Naltschik oder Schaluschka, Kabardino-Balkarische ASSR, RSFSR, Sowjetunion) ist ein ehemaliger russischer Judoka, der bei den Olympischen Spielen 2004 in Athen die Bronzemedaille in der Gewichtsklasse bis 90 kg gewann.

## Sportliche Karriere
Chassanbi Taow gewann die Bronzemedaille bei den Olympischen Spielen 2004.
2001 belegte Taow den fünften Platz bei den Europameisterschaften in Paris. Es folgte Platz 2 bei den Europameisterschaften 2003 in Düsseldorf und Platz 3 bei den Europameisterschaften 2004 in Bukarest.
Bei den Weltmeisterschaften 2005 in Kairo belegte Taow den 7. Platz.
2000, 2001 und 2007 wurde Taow russischer Meister.
Seit 2009 ist Taow Trainer der russischen Judo-Nationalmannschaft. Er trainierte den Olympiasieger von 2016 im Superleichtgewicht Beslan Mudranow und wurde im Oktober 2016 zum Haupttrainer der russischen Judo-Nationalmannschaft ernannt.

## Auszeichnungen
- Verdienstorden für das Vaterland II. Klasse (2006)[1]
- Verdienter Meister des Sports Russlands (2012)[1]
- Verdienstorden für das Vaterland I. Klasse (2013)[1]